# Cobardes
Pour plus de détails, voir Fiche technique et Distribution.
Cobardes est un film espagnol réalisé par José Corbacho et Juan Cruz, sorti en 2008.

## Synopsis
Le film est centré sur deux lycéens : Guille, un élève qui se rend compte qu'il gagne le respect de ses camarades en maltraitant Gabriel, le rouquin de la classe.

## Fiche technique
- Titre : Cobardes
- Réalisation : José Corbacho et Juan Cruz
- Scénario : José Corbacho et Juan Cruz
- Musique : Pablo Sala
- Photographie : David Omedes
- Montage : David Gallart
- Production : Tadeo Villalba hijo
- Société de production : El Terrat, Ensueño Films et Filmax
- Pays :  Espagne
- Genre : Drame
- Durée : 89 minutes
- Dates de sortie : 
  -  Espagne : 25 avril 2008

## Distribution
- Eduardo Garé : Gabriel
- Eduardo Espinilla : Guille
- Elvira Mínguez : Merche
- Antonio de la Torre : Joaquín
- Lluís Homar : Guillermo
- Paz Padilla : Magdalena
- Frank Crudele : Silvano
- Blanca Apilánez : Tutora
- Ariadna Gaya : Carla
- Javier Bódalo : Chape
- Gorka Zubeldia : Leo
- Albert Baulies : Jan
- Carla Tous : Ruth
- Francisco Vidal : Bedel
- Jordi Boixaderas : Javier

## Distinctions
Le film a été nommé au prix Goya de la meilleure actrice dans un second rôle pour Elvira Mínguez.